# A Long and Lasting Love
"A Long and Lasting Love" é um single do cantora de música country Crystal Gayle. Lançada em 1985, a canção obteve sucesso na parada de música country do Canadá, aonde alcançou a posição #5.

## Desempenho
| Parada musical (1985)                                  | Melhor posição |
| ------------------------------------------------------ | -------------- |
| Estados Unidos (Billboard Hot Country Songs)           | 5              |
| Estados Unidos (Billboard Hot Country Songs - Airplay) | 4              |
| Estados Unidos (Billboard Hot Country Songs - Sales)   | 5              |

## A versão de Glenn Medeiros
"Long and Lasting Love (Once in a Lifetime)" é um single do cantor Glenn Medeiros. A canção foi lançada como single em 1988 e obteve moderado sucesso nos Estados Unidos, aonde alcançou a posição #68. Na Bélgica, a canção entrou no Top 10, alcançando a posição #4.
Esta versão possui um refrão diferente da versão original.

## Desempenho
| Parada musical (1988)              | Melhor posição |
| ---------------------------------- | -------------- |
| Alemanha (Germany Top 100 Singles) | 54             |
| Bélgica - (Ultratop 50 - Flandres) | 4              |
| Estados Unidos (Billboard Hot 100) | 68             |
| Irlanda (IRMA)                     | 26             |
| Países Baixos (Dutch Top 40)       | 14             |
| Reino Unido (UK Singles Chart)     | 42             |